# ويليام لوكاس
ويليام لوكاس (بالإنجليزية: William Lucas)‏ هو ممثل بريطاني (وحمل سابقاً جنسية المملكة المتحدة لبريطانيا العظمى وأيرلندا)، ولد في 14 أبريل 1925 في المملكة المتحدة، وتوفي في 8 يوليو 2016.

## وصلات خارجية
- ويليام لوكاس على موقع IMDb (الإنجليزية)
- ويليام لوكاس على موقع قاعدة بيانات الفيلم (الإنجليزية)